# Voltametrie
Voltametrie (englisch: controlled-current potentiometric titration) ist eine elektrochemische Analysenmethode. Sie darf nicht mit Voltammetrie verwechselt werden.

## Durchführung
Nach der IUPAC wird das Voltametrie-Verfahren für eine potentiometrische Titration mit gesteuertem Strom als elektrochemisches Analysenverfahren verwendet, bei der Titrationsvorgänge mit Hilfe einer Potential-Volumen-Kurve verfolgt werden. Dabei wird bei einem konstanten Arbeitsstrom an der Elektrode die Spannung in Abhängigkeit vom Verbrauch der Maßlösung gemessen. Anwendung findet die Methode bei der komplexometrischen Titration von Metallkationen.